# Богуславська загальноосвітня школа (Павлоградський район)
Богуславська загальноосвітня школа І-ІІІ ступенів — україномовний навчальний заклад І-III ступенів акредитації у селі Богуслав, Павлоградського району Дніпропетровської області.

## Загальні дані
Богуславська загальноосвітня школа І-ІІІ ступенів розташована за адресою: Центральна, 65, село Богуслав (Павлоградський район) — 51486, Україна.
Директор закладу —  Жуков Анатолій Григорович учитель-методист, відмінник освіти України, нагороджений знаком „Василь Сухомлинський”.
Мова викладання — українська.
Профільна направленість: Природничо-математичний, Суспільно-гуманітарний..  
Школа бере участь в регіональних та міжнародних освітніх програмах: Модернізація сільської освіти Дніпропетровщини..
Кредо: „В кожній людині сонце, Тільки дайте йому світити”  (Сократ)  
Місія школи:  формування високо інтелектуальної, духовно багатої, творчо активної особистості – громадянина України.
В школі є:
- 18 навчальних кабінетів;

- бібліотека;

- три комп’ютерних класи, Internet;

- спортивна зала;

- тренінговий кабінет;

- хореографічний кабінет;

- кабінет музики;

- логопедичний кабінет.

## Джерело-посилання
- Школа на сайті Павлоградського району [Архівовано 5 березня 2016 у Wayback Machine.]